# 廖文毅

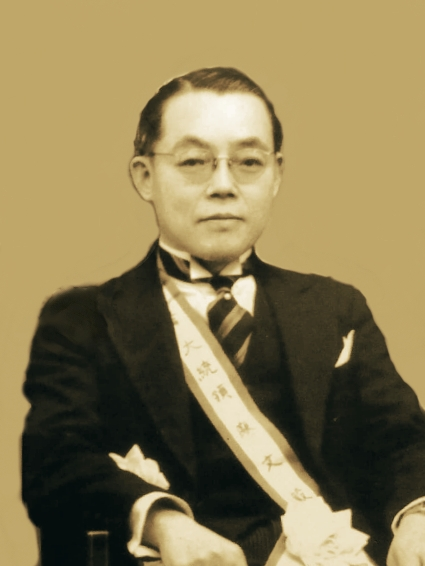
廖文毅

廖 文毅（りょう ぶんき。本名:廖 温義（りょう おんぎ）、1910年3月22日 - 1986年5月9日）は、台湾独立運動家として台湾共和国臨時政府を樹立し、その大統領を務めた台湾人。台湾独立運動の先駆者として評される。

## 日本統治時代
日本統治下にあった台湾の斗六庁生まれ。1936年から1939年まで中国浙江省の浙江大学で教授を務めたことから、廖は台湾総督府から忌諱の対象とされた。そして、1941年の真珠湾攻撃による対米開戦、特高の監視が厳しくなったことから、再び中国へと渡った。

## 国民党時代
1945年の日本の降伏により台湾へ帰郷し、台湾を領土に編入した中華民国国民政府の台湾統治機関に務め始めた。しかし、日本統治下で台湾人が受けていた種々の差別的な待遇が中華民国統治下でも変わらないことや、中華民国の台湾統治機関の腐敗に対する批判から台湾人の自治を求めるようになっていった。
その後、二・二八事件を切り抜けた廖は、香港へと渡り邱永漢を秘書役にし、謝雪紅と台湾再解放連盟を設立した。そして、1950年には更に日本へと渡り、台湾独立党を設立した。その後、台湾の前途を決める公民投票を実施することを求めるようになった廖は、1955年に台湾共和国臨時政府を樹立してその大統領を務めるとともに、政府機関紙「台湾民報」を創刊して台湾独立を目指した。
しかし、廖は最終的に中華民国政府の圧力に屈し、1965年5月14日に台湾独立運動を放棄する声明を出した上で台湾に帰郷した。同年6月に蔣介石の特赦を受け、12月には政府から職務を与えられる待遇を得たが、1986年の死去まで、常に政府の監視下に置かれた。